# Atto di Cannes

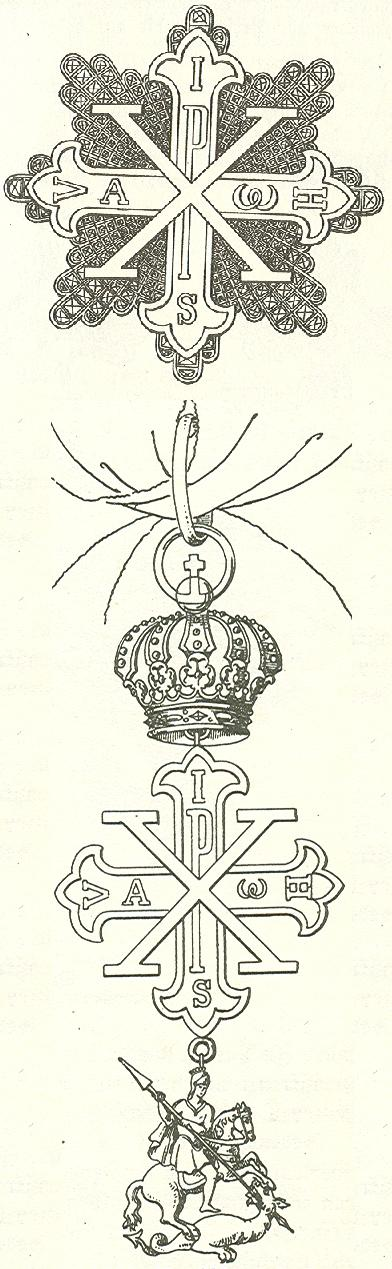
Insegne dell'Ordine Costantiniano di San Giorgio

L'Atto di Cannes è un documento stipulato il 14 novembre 1900 a Cannes da Carlo Tancredi di Borbone-Due Sicilie, alla presenza dei membri della sua famiglia, con cui questi ha o avrebbe (esistono differenti interpretazioni in merito) rinunciato alle pretese al trono delle Due Sicilie; vi sono tuttora discussioni sul fatto che in tale atto non fosse comunque compreso il Gran Magistero del Sacro Imperiale Ordine Costantiniano di San Giorgio, spettante al "primogenito farnesiano".

## Storia
Dopo la fine del Regno delle Due Sicilie, e la morte dell'ultimo legittimo sovrano Francesco II delle Due Sicilie senza eredi, a capo della dinastia e quindi Gran Maestro dei relativi ordini dinastici, tra cui primo per importanza era l'Ordine di San Gennaro, ci fu il fratello minore Alfonso di Borbone-Due Sicilie.
Secondogenito di Alfonso era Carlo Tancredi, che alla fine del XIX secolo si fidanzò con la Principessa delle Asturie, erede presuntiva al trono, Maria de las Mercedes di Borbone-Spagna, sorella maggiore di Alfonso XIII di Spagna. In vista del matrimonio (celebrato poi il 14 febbraio 1901, da cui nascerà Alfonso Maria di Borbone-Due Sicilie), il principe Carlo Tancredi sottoscrisse l'atto «avanti di Noi D. Alfonso di Borbone Conte di Caserta (…) Capo della Real Casa e Dinastia delle Due Sicilie», alla presenza di un notaio, del fratello maggiore Ferdinando Pio e del minore Ranieri con cui dichiarava che «dovendo Egli passare a Nozze con Sua Altezza Reale la Infanta Donna Maria Mercedes, Principessa delle Asturie, ed assumendo per tal matrimonio la nazionalità e la qualità di Principe Spagnuolo, intende rinunziare, come col presente atto solennemente rinunzia per sé e pei Suoi Eredi e Successori, ad ogni diritto e ragione alla eventuale successione alla Corona delle Due Sicilie ed a tutti i Beni della Real Casa trovantisi in Italia ed altrove e ciò secondo le nostre leggi, costituzioni e consuetudini di Famiglia, ed in esecuzione della Prammatica del Re Carlo III, nostro Augusto Antenato, del 6 ottobre 1759, alle cui prescrizioni Egli dichiara liberamente ed esplicitamente sottoscrivere ed obbedire».

Grande Stemma dei Borbone-Due Sicilie: il secondo collare da destra è quello dell'Ordine Costantiniano

Su pressione del governo italiano, che vedeva con sospetto e preoccupazione un'eventuale ascesa al trono di Spagna di un Borbone Due Sicilie (dato il timore che potesse rivendicare o far valere pretese sul Meridione d'Italia, solo 40 anni prima Regno delle Due Sicilie) con l'Atto di Cannes del  14 novembre 1900, con il quale Carlo Tancredi di Borbone-Due Sicilie (1870 – 1949), accingendosi a sposare (14 febbraio 1901) l'infanta di Spagna Maria de las Mercedes di Borbone-Spagna (1880 – 1904), figlia primogenita di Alfonso XII di Spagna (1857 – 1885) rinunciava eventualmente (nel caso fosse divenuto re di Spagna) per sé al trono delle Due Sicilie, in quanto, con il matrimonio, sarebbe potuto accedere al trono spagnolo e i suoi successori avrebbero potuto divenire titolari sul trono di Spagna e nello stesso tempo a quello delle Due Sicilie, cosa che la Prammatica Sanzione emessa nel 1759 da Carlo III di Spagna vietava. Maria de Las Mercedes restò solo erede presuntiva al trono e l'atto fu invalido.

## Contestazioni
Alla morte nel 1960 senza eredi maschi sopravvissuti di Ferdinando Pio di Borbone-Due Sicilie, fratello maggiore di Carlo Tancredi, il figlio di quest'ultimo Alfonso Maria rivendicò per sé i diritti ed il relativo patrimonio araldico, secondo l'assunto della Prammatica Sanzione "... dovrà succedere il primogenito maschio di maschio della linea prossima all'ultimo regnante, di cui sia zio paterno o fratello od in maggior distanza, purché sia primogenito nella sua linea, entrando in conflitto con lo zio Ranieri, il quale rivendicava per sé i diritti in base all'accordo sottoscritto (dove comunque si rimandava alla Prammatica Sanzione di Carlo III).
Secondo l'interpretazione dell'Atto di Cannes da parte del "ramo alfonsino", l'accordo non avrebbe sancito la decadenza dei diritti per i discendenti di Carlo Tancredi dalla Corona delle Due Sicilie e dal relativo patrimonio araldico, inoltre l'atto sarebbe stato comunque da ritenere nullo per le seguenti ragioni: infrangeva i "patti successori" del Codice Civile Italiano del 1865 (la nuova entità statale in cui era inquadrato l'ex Regno delle Due Sicilie), del Code Civil francese del 1806 (essendo il presunto atto stipulato in territorio francese), del Codice Civile del Regno delle Due Sicilie (titolatura reale disputata); infrangeva le regole di successione di primogenitura farnesiana (ex genere Farnesio) al Gran Magistero Costantiniano; superava la personalità del diritto di rinuncia facendola divenire ereditaria; infrangeva il diritto canonico riguardo al Gran Magistero Costantiniano, poiché essendo ufficio ecclesiastico di elezione pontificia regolato da statuti approvati dalla Santa Sede, qualsiasi rinuncia necessitava di approvazione del Pontefice.

### Sentenza del Tribunale di Napoli
Con sentenza a latere dell'udienza del giorno 8 maggio 1961 presso il Tribunale di Napoli, ogni prerogativa dinastica venne riconosciuta solo al ramo alfonsino o ispano-napoletano e non a quello ranierista o franco-napoletano.

### Il Parere del Consiglio di Stato Italiano
Sulla questione sorta nel 1960 tra due rami della Casa Borbone che reclamavano entrambi la titolarità dei diritti dinastici e di Capo della Casa, lo Stato Italiano si pronunciò già nel 1963, attraverso una serie di atti di tre Presidenti della Repubblica (Antonio Segni, Giuseppe Saragat e Giovanni Leone), fino all'autorevole parere del Consiglio di Stato Italiano del 1981 che riconosce il Magistero degli Ordini Dinastici e i diritti spettanti al Capo della Casa a Ferdinando Maria.

### La commissione in Spagna
Sulla questione sorta nel 1960 tra due rami della Casa Borbone (ispano-napoletano o Alfonsino, contrapposto al franco-napoletano o Ranierista) che reclamavano entrambi la titolarità di Capo della Casa, Gran Magistero dell'Ordine Costantiniano di San Giorgio e di tutti gli altri ordini dinastici dei Borbone-Due Sicilie, nel 1983 fu chiesto il pronunciamento della Corona di Spagna e dell'ordinamento giuridico spagnolo.
Juan Carlos I di Borbone, successore ed erede di Carlo III, decise di affidare la risoluzione ad un'Alta Commissione e furono altresì interpellati i seguenti enti governativi spagnoli: il Ministero di Giustizia, la Reale Accademia di Giurisprudenza e Legislazione, il Ministero degli Affari Esteri, l'Istituto "Salazar y Castro" del Consiglio Superiore di Investigazioni Scientifiche, il Consiglio di Stato. In data 8 marzo 1984, il Marchese di Mondéjar, Ministro della Real Casa, promulgò una lettera che attestava i risultati della consultazione richiesta dal Re di Spagna: la Commissione decise con pareri motivati di riconoscere come Capo della Casa Borbone Due Sicilie e Gran Maestro dell'Ordine Costantiniano, il discendente del ramo primogenito di Carlo Tancredi, S.A.R. Carlo Maria, di Borbone delle Due Sicilie-Parma, Duca di Calabria, primogenito farnesiano.
Seguirono ulteriori bollettini sempre in favore del ramo "alfonsino", ad esempio Instrucción General 06/12 del Ministero della Difesa di Spagna, e l'Orden Circular del Ministero degli Esteri spagnolo (n. 4/2014).

### Temporanea riconciliazione
Il 25 gennaio 2014 è stato firmato a Napoli un atto di riconciliazione tra le due famiglie, siglato da Pietro di Borbone-Due Sicilie e Carlo di Borbone-Due Sicilie..
Il 14 maggio 2016 però Carlo di Borbone-Due Sicilie, non avendo figli maschi, e per la prima volta nella storia del Casato dei Borbone-Due Sicilie, decide di modificare le regole di successione che privilegiano la linea maschile abolendo il criterio di successione della Legge Salica, richiamandosi al diritto europeo (Trattato di Lisbona, 2009) che proibisce la discriminazione tra uomini e donne. Questa decisione, il giorno 29 giugno 2016 viene contestata da Pedro di Borbone-Due Sicilie, in quanto illegittimo rispetto al codice legislativo dell'ex Regno delle Due Sicilie e rispetto alle leggi ed alle tradizioni di famiglia.